# Треће Колумбово путовање
Треће Колумбово путовање (шп. Segundo viaje de Colón), истраживачка експедиција под вођством Кристифора Колумба организована у мају 1498. године, са 8 бродова. Ова експедиција је открила Тринидад и обалу Јужне Америке (данашња Венецуела), иако је Колумбо био чврсто уверен да се ради о острву у Азији. Колумбов неуспех да открије пут за Индију, економска неисплативост дотадашњих открића и хаос који је настао на Хаитију (отворени устанак Индијанаца под Гварионексом и побуна шпанских насељеника под Франсиском Ролданом) навели су шпански двор да пошаље на Хаити новог гувернера, који је ухапсио Колумба и послао га у Шпанију у јесен 1500.